# Wiktor Wiesiełago
Wiktor Gieorgijewicz Wiesiełago (ros. Виктор Георгиевич Веселаго, ur. 13 czerwca 1929, zm. 15 września 2018) – rosyjski fizyk, który w 1967 teoretycznie opisał zjawisko propagacji fali świetlnej w ośrodkach o ujemnej przenikalności magnetycznej i elektrycznej.
Materiały zaproponowane przez Wiesiełagę charakteryzują się ujemnym współczynnikiem załamania.
Laureat Nagrody Państwowej ZSRR z 1976.

## Publikacje
- V. G. Veselago, Usp. Fiz. Nauk. 92, 517–526 (1967)
- V. G. Veselago, The electrodynamics of substances with simultaneously negative values of epsilon and mu, Soviet Phys. Usp. 10, 509-514 (1968)